# Síndrome de Kinsbourne
A Síndrome de Kinsbourne, também conhecida como Opsoclonus Myoclonus Syndrome (OMS), Opsoclonus-Myoclonus-Ataxia (OMA) e Dancing-Eyes Syndrome é uma desordem neurológica rara, de causa desconhecida, que aparenta ser resultado de um processo autoimune envolvendo o sistema nervoso. É uma condição extremamente rara, afetando 1 a cada 10.000.000 (dez milhões) de pessoas por ano. Ela afeta de 2% a 3% das crianças com neuroblastoma e existem relatos de ocorrência em casos de doença celíaca, doenças neurológicas e disfunção autonômica(disautonomia).

## Sinais e sintomas
Os sintomas da Síndrome de Kinsbourne incluem:
- opsoclonus: movimentos oculares rápidos, involuntários, multivetoriais (horizontais e verticais), imprevisíveis, conjugados e rápidos sem intersacádicos [rotação rápida dos olhos];
- mioclonia: espasmos breves e involuntários de um músculo ou de um grupo de músculos;
- ataxia cerebelar: tanto troncular quanto apendicular;
- afasia: um distúrbio de linguagem no qual há um comprometimento da fala e da compreensão da fala, causado por dano cerebral;
- mutismo: um distúrbio de linguagem no qual uma pessoa não fala, apesar de evidências de capacidade de fala no passado, muitas vezes parte de um distúrbio neurológico ou psiquiátrico maior;
- letargia;
- irritabilidade;
- hipersalivação(sialorreia);
- estrabismo: uma condição na qual os olhos não estão devidamente alinhados entre si;
- vômito e outros problemas de deglutição;
- distúrbios do sono.

Aproximadamente metade de todos os casos de Síndrome de Kinsbourne ocorre em associação a um neuroblastoma, um câncer do sistema nervoso simpático que geralmente ocorre em bebês e crianças.

### Curso da doença e subtipos clínicos
Na maioria dos casos, a Síndrome de Kinsbourne começa com um surto agudo de sintomas físicos em dias ou semanas, mas alguns sintomas menos óbvios, como irritabilidade e mal-estar, podem começar semanas ou meses antes.

## Causa
Em crianças, a maioria dos casos está associada a um neuroblastoma e, em muitos dos outros casos, existe a suspeita de associação a um neuroblastoma de baixo grau que regrediu espontaneamente antes da detecção. Em adultos, a maioria dos casos está associada a um carcinoma de mama ou carcinoma pulmonar de células pequenas. É uma síndrome paraneoplásica (o que significa "indiretamente causada por câncer"), uma das poucas síndromes paraneoplásicas que ocorre tanto em crianças quanto em adultos, embora o mecanismo de disfunção imune subjacente à síndrome em adultos seja, provavelmente, bem diferente.
Existe também a hipótese de que uma infecção viral (talvez a encefalite de St. Louis, Epstein-Barr, Coxsackie B, enterovirus, ou mesmo uma simples gripe) causem os casos remanescentes, apesar de uma conexão direta ainda não ter sido provada, ou, em alguns casos, a doença de Lyme.
A Síndrome de Kinsbourne não é geralmente considerada uma doença infecciosa. A Síndrome de Kinsbourne não é transmitida geneticamente.

## Diagnóstico
Por ser uma doença tão rara e por ocorrer em uma idade média de 19 meses (6 a 36 meses), o diagnóstico médico pode ser lento. Alguns casos foram diagnosticados como tendo sido causados por um vírus. Depois que um diagnóstico de Síndrome de Kinsbourne é feito, um neuroblastoma associado é encontrado em metade dos casos, com uma espera média de 3 meses.
O padrão da eletroencefalografia(EEG) é geralmente normal.

## Tratamento
Não existe cura definitiva para a Síndrome de Kinsbourne. Entretanto, várias drogas têm se provado efetivas em seu tratamento.
Algumas das medicações usadas para tratar os sintomas são:
- ACTH: tem demonstrado melhoras nos sintomas, mas pode resultar em uma recuperação incompleta com déficits residuais.
- corticóides (como a prednisona ou prednisolona) usados em altas dosagens (500 mg - 2 g por dia, de forma intravenosa pelo período de  3 a 5 dias) pode acelerar a regressão dos sintomas. Subsequentemente, costuma ocorrer uma redução muito gradual, por intermédio de pílulas. A maioria dos pacientes requer altas doses por meses ou anos antes de diminuir.
- Imunoglobulina Intravenosa (IVIg): usadas frequentemente, com resultados variados.
- Várias outras drogas imunossupressoras, tais como ciclofosfamida e azatioprina, podem ajudar em alguns casos.
- Quimioterapia para o neuroblastoma pode ser efetiva, apesar de os dados serem inconclusivos e não convincentes até o momento.
- Rituximab tem sido usado com resultados encorajadores.[8]
- Outras medicações são usadas para tratar os sintomas, sem influenciar a natureza da doença (tratamento sintomático):
  - Trazodona pode ser útil contra a irritabilidade e problemas do sono;
- Alternativas adicionais de tratamento incluem plasmaferese para recaídas severas e não responsivas a corticoides.

The National Organization for Rare Disorders (Associação Nacional para Desordens Raras - NORD) recomenda a terapia FLAIR, consistindo de um protocolo de três agentes, envolvendo uma alta dosagem inicial de ACTH, IVIg, e rituximab que foi desenvolvida por National Pediatric Myoclonus Center, e tem os resultados mais bem documentados. Quase todos os pacientes (80-90%) mostraram melhoras com esse tratamento e a taxa de recidivas (recaídas) aparenta ser da ordem de 20%.
Um resumo mais detalhado (em inglês) das alternativas de tratamento disponíveis atualmente pode ser encontrada em Treatment Options
As seguintes medicações deveriam ser provavelmente evitadas:
- Midazolam - Pode causar irritabilidade.
- Melatonina - É conhecida por estimular o sistema imunológico.
- Veja também (em inglês) «An Innovative Approach to the Problem of Sedating Children with Opsoclonus-Myoclonus Syndrome». Pranzatelli Abstracts para mais detalhes.

## Referencias
1. ↑  Baets, J; Pals, P; Bergmans, B; Foncke, E; Smets, K; Hauman, H; Vanderwegen, L; Cras, P (2006). «Opsoclonus-myoclonus syndrome: A clinicopathological confrontation». Acta Neurologica Belgica. 106 (3): 142–6. PMID 17091618
2. ↑  Deconinck, N; Scaillon, M; Segers, V; Groswasser, J. J.; Dan, B (2006). «Opsoclonus-myoclonus associated with celiac disease». Pediatric Neurology. 34 (4): 312–4. PMID 16638509. doi:10.1016/j.pediatrneurol.2005.08.034
3. ↑  Dropcho EJ. «Paraneoplastic opsoclonus in adults». Clinical summary. MedLink Corporation. Consultado em 18 de maio de 2012
4. ↑  Shukla, Rakesh; Ahuja, RC; Kumar, Rajesh; Singh, Dilip; Sinha, Manish (2010). «Opsoclonus–myoclonus syndrome caused by varicella-zoster virus». Annals of Indian Academy of Neurology. 13 (3): 211–2. PMC 2981762. PMID 21085535. doi:10.4103/0972-2327.70876
5. ↑  Peter, L; Jung, J; Tilikete, C; Ryvlin, P; Mauguiere, F (2006). «Opsoclonus-myoclonus as a manifestation of Lyme disease». Journal of Neurology, Neurosurgery & Psychiatry. 77 (9): 1090–1. PMC 2077735. PMID 16914760. doi:10.1136/jnnp.2006.091728
6. ↑  Pranzatelli, M.R. (1992). «The neurobiology of the opsoclonus-myoclonus syndrome». Clinical neuropharmacology. 15 (3): 186–228. PMID 1394242. doi:10.1097/00002826-199206000-00002
7. ↑  Ronald, David. Clinical Pediatric Neurology, 3rd edition, 2009, page 205.
8. ↑  Pranzatelli MR, Tate ED, Travelstead AL, Longee D (Janeiro de 2005). «Immunologic and clinical responses to rituximab in a child with opsoclonus-myoclonus syndrome». Pediatrics. 115 (1): e115–9. PMID 15601813. doi:10.1542/peds.2004-0845
9. ↑  «Effect of Increased Immunosuppression on Developmental Outcome of Opsoclonus Myoclonus Syndrome (OMS)». ResearchGate. Consultado em 4 de setembro de 2015
10. ↑  «Opsoclonus-Myoclonus Syndrome - NORD (National Organization for Rare Disorders)». Consultado em 4 de setembro de 2015

## Leituras recomendadas
- Mitchell WG, Davalos-Gonzalez Y, Brumm VL, Aller SK, Burger E, Turkel SB, Borchert MS, Hollar S, Padilla S (Janeiro de 2002). «Opsoclonus-ataxia caused by childhood neuroblastoma: developmental and neurologic sequelae». Pediatrics. 109 (1): 86–98. PMID 11773546
- Pranzatelli MR, Travelstead AL, Tate ED, Allison TJ, Moticka EJ, Franz DN, Nigro MA, Parke JT, Stumpf DA, Verhulst SJ (Maio de 2004). «B- and T-cell markers in opsoclonus-myoclonus syndrome: immunophenotyping of CSF lymphocytes». Neurology. 62 (9): 1526–32. PMID 15136676. doi:10.1212/WNL.62.9.1526
- Rothenberg AB, Berdon WE, D'Angio GJ, Yamashiro DJ, Cowles RA (Julho de 2009). «The association between neuroblastoma and opsoclonus-myoclonus syndrome: a historical review». Pediatr Radiol. 39 (7): 723–6. PMID 19430769. doi:10.1007/s00247-009-1282-x